# Xenofrea nana
Xenofrea nana är en skalbaggsart som beskrevs av Maria Helena M. Galileo och Martins 2006. Xenofrea nana ingår i släktet Xenofrea och familjen långhorningar. Inga underarter finns listade i Catalogue of Life.